# Équipe cycliste Garneau-Québecor

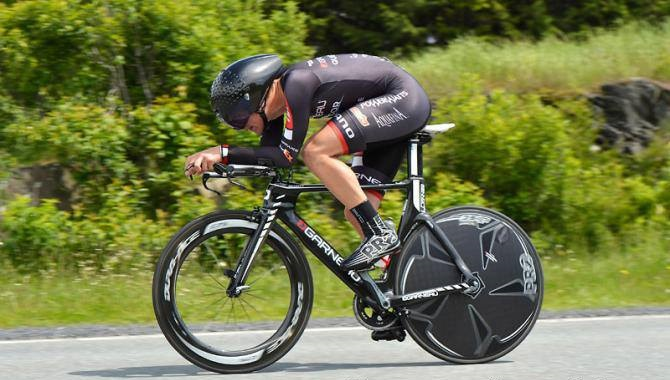
Alex Cataford en 2013.

L'équipe cycliste Garneau-Québecor est une équipe cycliste canadienne basée au Québec. Créée en 2000, elle court avec le statut d'équipe continentale entre 2013 et 2017, date de sa disparition.

## Histoire de l'équipe
La structure est créée en 2000 sous forme d'équipe amateur pour participer à la promotion du cyclisme chez les jeunes. En 2006, la formation est à la recherche de nouveaux talents pour les préparer aux Jeux olympiques en 2008.
En 2012, l'arrivée de la compagnie Québecor permet à la formation d'obtenir une licence d'équipe continentale à partir de 2013. L'équipe disparaît à l'issue de la saison 2017,.

## Championnats nationaux
- Championnats du Canada sur route : 1
  - Course en ligne : 2016 (Bruno Langlois)
- Championnats du Canada sur piste : 10
  - Poursuite individuelle : 2012, 2013, 2014 et 2015 (Rémi Pelletier-Roy)
  - Course aux points : 2012 (Rémi Pelletier-Roy)
  - Omnium : 2012, 2014 et 2015 (Rémi Pelletier-Roy)
  - Poursuite par équipes : 2015 (Rémi Pelletier-Roy)
  - Américaine : 2015 (Rémi Pelletier-Roy)

## Classements UCI
L'équipe participe aux épreuves des circuits continentaux et principalement les courses du calendrier de l'UCI America Tour. Les tableaux ci-dessous présente les classements de l'équipe sur les circuits, ainsi que son meilleur coureur au classement individuel.
UCI Africa Tour
| Saison | Classement par équipes | Meilleur coureur au classement individuel |
| ------ | ---------------------- | ----------------------------------------- |
| 2013   | 12e                    | Bruno Langlois (68e)                      |
| 2014   | 12e                    | Janvier Hadi (16e)                        |

UCI America Tour
| Saison | Classement par équipes | Meilleur coureur au classement individuel |
| ------ | ---------------------- | ----------------------------------------- |
| 2013   | 30e                    | Adam Farabaugh (199e)                     |
| 2014   | 21e                    | Pierrick Naud (40e)                       |
| 2015   | 31e                    | Jason Lowndes (137e)                      |
| 2016   | 13e                    | Bruno Langlois (40e)                      |
| 2017   | 20e                    | Bruno Langlois (39e)                      |

UCI Europe Tour
| Saison | Classement par équipes | Meilleur coureur au classement individuel |
| ------ | ---------------------- | ----------------------------------------- |
| 2013   | 115e                   | Rémi Pelletier-Roy (660e)                 |
| 2014   | 125e                   | Pierrick Naud (1057e)                     |

## Garneau-Québecor en 2017[19]

### Effectif
| Effectif 2017                          | Effectif 2017     | Effectif 2017 | Effectif 2017        |
| Cycliste                               | Date de naissance | Pays          | Équipe précédente    |
| -------------------------------------- | ----------------- | ------------- | -------------------- |
| Olivier Brisebois                      | 12 avril 1995     | Canada        |                      |
| Félix Côté-Bouvette                    | 8 juillet 1993    | Canada        |                      |
| Jean-Simon D'Anjou                     | 19 mars 1996      | Canada        |                      |
| Elliott Doyle                          | 20 janvier 1994   | Canada        |                      |
| Geoffroy Dussault (14 juill.–31 déc.)  | 14 février 1986   | Canada        |                      |
| Simon-Pierre Gauthier                  | 25 février 1993   | Canada        |                      |
| Bruno Langlois                         | 1 mars 1979       | Canada        | 5-Hour Energy (2014) |
| Marc-Antoine Soucy (1 janv.–12 juill.) | 22 avril 1995     | Canada        |                      |
| Jean-François Soucy                    | 5 septembre 1997  | Canada        |                      |
|                                        |                   |               |                      |
| Source : UCI                           |                   |               |                      |

note: Olivier Brisebois
note: Félix Côté-Bouvette
note: Jean-Simon D'Anjou
note: Elliott Doyle
note: Geoffroy Dussault
note: Simon-Pierre Gauthier

### Victoires
| Date | Course | Pays | Classe | Vainqueur |
| ---- | ------ | ---- | ------ | --------- |